# Battaglia della landa di Luneburgo

La battaglia della landa di Luneburgo (chiamata anche battaglia di Ebstorf) fu una battaglia combattuta il 2 febbraio dell'880 nella Landa di Luneburgo nell'odierna Bassa Sassonia tra l'esercito del re Luigi III di Francia e la grande armata danese. 

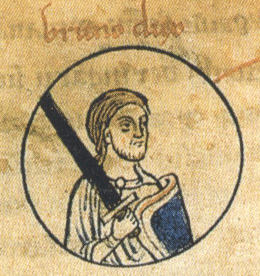
Bruno, duca di Sassonia nella Chronica sancti Pantaleonis.

## La battaglia
Dopo che i vichinghi danesi avevano saccheggiato e bruciato Amburgo (Hammaburg) nell'845 e quindi la sede dell'arcivescovo lì era stata trasferita da Amburgo a Brema, la Germania settentrionale sassone rimase indisturbata dalle loro incursioni sotto Ludovico II il Germanico. Dai loro accampamenti permanenti in Frisia, i vichinghi danesi devastarono la regione del Reno-Mosella ed il Regno dei Franchi Occidentali, dove città e monasteri promettevano un bottino più ricco che nella Sassonia del Regno dei Franchi Orientali.
Nell'880 una forte flotta vichinga danese della grande armata danese invase la regione del basso Elba, in seguito alla vittoria di Alfredo il Grande nella battaglia di Ethandun sui norreni, per saccheggiare. Poiché il re dei Franchi Orientali Ludovico III il Giovane non poteva guidare l'esercito in prima persona, trasferì il comando supremo dell'esercito raccolto in suo nome a Bruno di Sassonia. Ludovico III stesso nello stesso periodo concluse il trattato di Ribemont con i suoi cugini franchi occidentali, che gli diede il dominio sulla Lotaringia, e combatté sulla bassa Schelda contro i Normanni. Il comando fu  affidato a Bruno in quanto fratello della regina Liutgarda di Sassonia, moglie di Ludovico III il Giovane. Egli quindi intercettò i norreni, ma i sassoni furono messi in rotta a seguito di una tempesta di neve, con i soldati dell'esercito sassone uccisi o catturati.
Perirono in battaglia Marquard, vescovo di Hildesheim, Teodorico, vescovo di Minden, Lotario I, conte di Stade, un conte non identificato chiamato "Bardonum" (assieme a questo, caddero altri due conti dallo stesso nome), e Bruno, duca della Sassonia orientale che secondo gli Annales Fuldenses e le Gesta Francorum, affogò in un fiume durante la ritirata sassone. Sempre gli Annales Fuldenses, citano altri conti caduti: Wigmann, Thiotheri, Gerich, Luiutolf, Folcwart, Avan e Thiotric. Essi furono riconosciuti dalla Chiesa cattolica come i martiri di Ebsdorf, la cui festa è il 2 febbraio.

## Conseguenze
L'arcivescovo Remberto di Brema sacrificò la maggior parte dei suoi beni e vendette parti del tesoro della chiesa di Brema per riscattare i prigionieri. La marca a est dell'Elba Inferiore (Unterelbe) venne perso. Il luogo esatto della battaglia - nella brughiera di Lüneburg o vicino a Stade - non è certo.
I vichinghi non fecero alcuna incursione comparabile in Sassonia per più di un secolo dopo (fino al 994), nonostante questa vittoria. L'esercito norreno fu successivamente sconfitto nella battaglia di Thiméon più tardi quel mese e infine respinto nella battaglia di Saucourt.